# Stevien

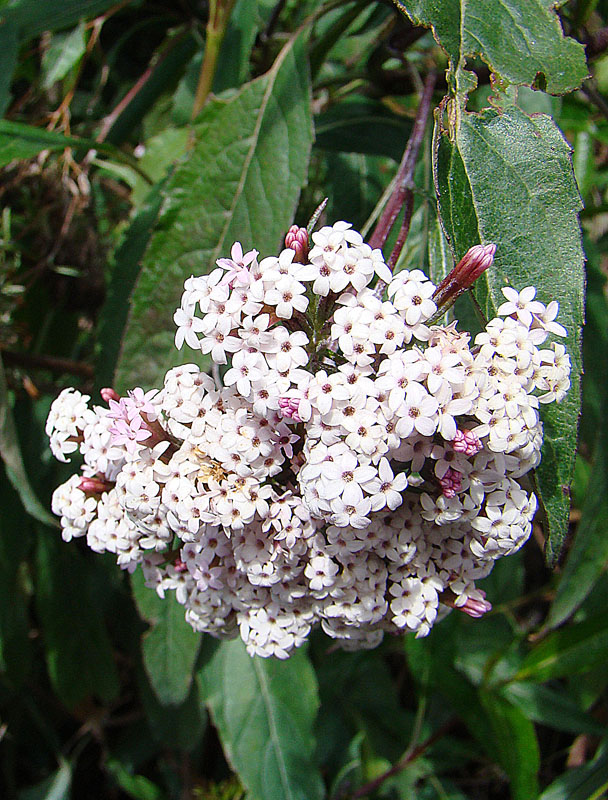
Stevia lucida

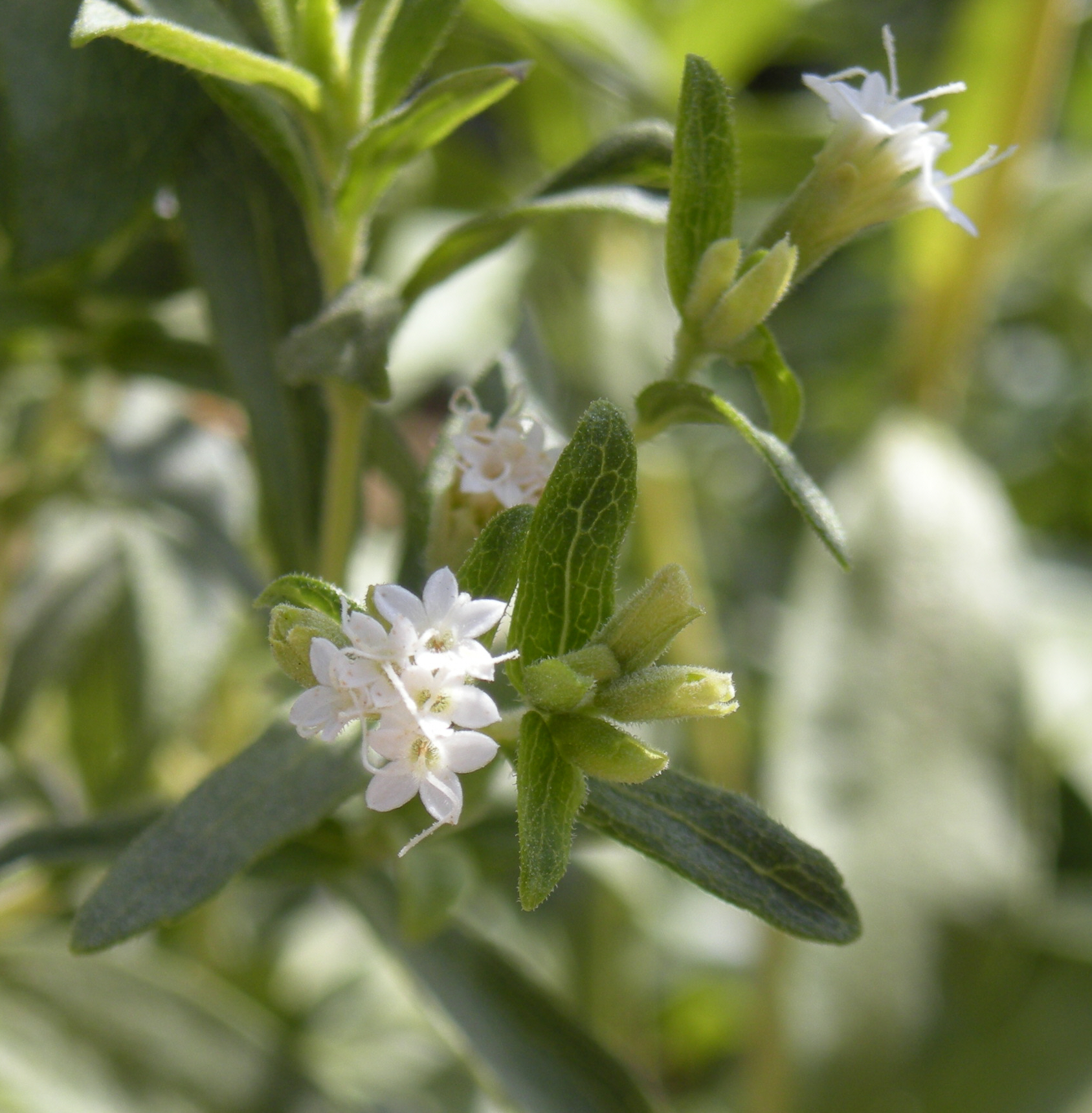
Blütenstände von Stevia rebaudiana

Die Stevien (Stevia) sind eine Pflanzengattung, die zur Familie der Korbblütler (Asteraceae) gehört. Das Verbreitungsgebiet reicht von den westlichen USA (sieben Arten), über Mexiko, Zentral- bis Südamerika. Die bekannteste und wirtschaftlich bedeutendste Art ist Stevia rebaudiana, die bei indigenen Völkern Südamerikas, heute vor allem aber in Asien, als Basis für den Süßstoff Stevia weit verbreitet ist.

## Beschreibung

### Vegetative Merkmale
Stevia-Arten wachsen als einjährige bis ausdauernde krautige Pflanzen, Halbsträucher bis Sträucher, die Wuchshöhen zwischen 0,5 und über 1,20 Meter erreichen. Der aufrechte Stängel ist meist verzweigt.
Die gegenständig oder wechselständig stehenden Laubblätter sind gestielt oder sitzend. Die unterschiedlich behaarte bis unbehaarte, manchmal glänzende oder drüsig gepunktete Blattspreite kann je nach Art sehr unterschiedlich geformt sein, besitzt ein oder drei Hauptnerven und einen ganzen, gesägten oder gezähnten Blattrand.

### Generative Merkmale
In lockeren bis dichten, schirmtraubigen Gesamtblütenständen stehen die korbförmigen Teilblütenstände zusammen. Die zylindrischen Blütenhüllen  besitzen einen Durchmesser von 1 bis (meist) 2 bis 3 mm. Die meist fünf, selten sechs in einer Reihe stehenden, mehr oder weniger gleichen Hüllblätter sind zwei- bis dreinervig. Der flache bis konvexe Blütenstandsboden ist ohne Spreuschuppen. Jedes Blütenkörbchen enthält meist fünf, selten sechs Scheibenblüten.
Die fünf purpur- bis rosafarbenen oder weißen Kronblätter sind trichterförmig verwachsen mit einem engen Schlund. Die Blütenkrone ist drei- bis viermal so lang wie ihr Durchmesser und innen mehr oder weniger behaart. Die meist glatten, manchmal papillösen Griffel besitzen zwei fadenförmige Griffeläste.
Die säulenförmigen bis prismatischen oder spindelförmigen Achänen sind fünfrippig, drüsig punktiert und/oder rau. Der Pappus besteht aus fünf freien oder verwachsenen Borsten und Schuppen.
Als Chromosomenzahlen wurden n = 22, 24, 34 gefunden.

## Systematik
Der Gattungsname Stevia wurde 1797 durch Antonio José Cavanilles in Icones et Descriptiones Plantarum, quae aut sponte ..., 4 (1), 32, Tafel 354 erstveröffentlicht. Als Lectotypus wurde Stevia salicifolia Cav. festgelegt. Synonyme für Stevia Cav. sind: Metastevia Grashoff, Mustelia Spreng.  Der Gattungsname Stevia ehrt den spanischen Arzt und Botaniker Pedro Jaime Esteve (ca. 1500–1556).
Die Gattung Stevia gehört zur Tribus Eupatorieae in der Unterfamilie der Asteroideae innerhalb der Familie der Asteraceae.
Es gibt etwa 240 Stevia-Arten (Auswahl):
- Stevia amambayensis B.L.Rob.: Sie kommt in Paraguay vor.[1]
- Stevia ammotropha B.L.Rob.: Sie kommt in Paraguay vor.[1]
- Stevia amplexicaulis Hassl.: Sie kommt in Paraguay vor.[1]
- Stevia apensis B.L.Rob.: Sie kommt in Paraguay vor.[1]
- Stevia aristata D.Don ex Hook. & Arn.: Sie kommt in Argentinien, Paraguay und Uruguay vor.[1]
- Stevia balansae Hieron.: Sie kommt in Brasilien und Paraguay vor.[1]
- Stevia breviaristata Hook. & Arn.: Sie kommt in Argentinien und in Bolivien vor.[1]
- Stevia catharinensis Cabrera: Sie kommt in Brasilien und in Paraguay vor.[1]
- Stevia commixta B.L.Rob.: Sie kommt in Brasilien und in Paraguay vor.[1]
- Stevia cuneata Hassl.: Sie kommt in Paraguay vor.[1]
- Stevia entreriensis Hieron.: Sie kommt in Argentinien, Paraguay und Uruguay vor.[1]}
- Stevia estrellensis Hassl. ex B.L.Rob.: Sie kommt in Paraguay vor.[1]
- Stevia eupatoria (Spreng.) Willd.: Sie kommt in Mexiko vor.[1]
- Stevia lemmonii A.Gray: Sie kommt in Arizona und in Mexiko vor.[3]
- Stevia leptophylla Baker: Sie kommt in Brasilien und in Paraguay vor.[1]
- Stevia micrantha Lagasca: Sie kommt in Arizona, New Mexico und in Mexiko in Höhenlagen zwischen 1800 und 2700 Metern Meereshöhe vor.[3]
- Stevia ovata Willd.: Sie kommt in Texas und in Mexiko vor.[3]
- Stevia parvifolia Hassl.: Sie kommt in Brasilien und in Paraguay vor.[1]
- Stevia plummerae A.Gray: Sie kommt in den südwestlichen Vereinigten Staaten und in Mexiko vor.[3]
- Stevia rebaudiana (Bertoni) Bertoni: Sie kommt in Brasilien und in Paraguay vor.[1]
- Stevia rojasii Hassl.: Sie kommt in Brasilien und in Paraguay vor.[1]
- Stevia sabulonis B.L.Rob.: Sie kommt in Paraguay und in Uruguay vor.[1]
- Stevia salicifolia Cav.: Sie kommt in Texas und Mexiko vor.[3]
- Stevia satureiifolia (Lam.) Sch. Bip.: Sie kommt in Brasilien, Argentinien und Uruguay vor.[1]
- Stevia selloi (Spreng.) B.L.Rob.: Sie kommt in Brasilien, Argentinien, Paraguay und Uruguay vor.[1]
- Stevia serrata Cav.: Sie kommt in Arizona, New Mexico, Texas, in Mexiko, Guatemala, Honduras, Kolumbien und Ecuador vor.[1]
- Stevia spathulata Cabrera: Sie kommt in Paraguay und in Argentinien vor.[1]
- Stevia veronicae DC.: Sie kommt in Brasilien vor.[1]
- Stevia villaricensis (B.L.Rob.) Cabrera & Vittet: Sie kommt in Argentinien und in Paraguay vor.[1]
- Stevia viscida Kunth: Sie kommt in Arizona, Texas, Mexiko und Mittelamerika vor.[3]